# Nedocromil
Il  Nedocromil (venduto sotto i nomi di Tilade e Alocril) è un farmaco considerato stabilizzatore dei mastociti che agisce per prevenire il respiro sibilante, la mancanza di respiro e altri problemi respiratori causati dall'asma. 

## Indicazioni
Viene utilizzato come terapia nella profilassi contro forme di asma.

## Controindicazioni
Necessita di trattamento di lunga durata.

## Effetti indesiderati
Si riscontra cefalea, nausea, vomito, dispepsia e tosse.